# Kwong Chi-leung
АKwong Chi-leung (chiń. 邝志良) – chiński montażysta filmowy. Zmontował ponad 110 filmów. Od 1988 otrzymał dziesięć nagród oraz dwadzieścia nominacji.

## Filmografia

### Jako montażysta

#### Filmy pełnometrażowe
| Rok  | Tytuł                                    |
| ---- | ---------------------------------------- |
| 1985 | Mei gui di gu shi                        |
| 1988 | Dak ging to lung                         |
| 1988 | Qi xiao fu                               |
| 1989 | Fa da xian sheng                         |
| 1990 | Miao jie huang hou                       |
| 1990 | Wu di xing yun xing                      |
| 2009 | Ga yau hei si 2009                       |
| 2009 | Incydent                                 |
| 2009 | Noc i mgła                               |
| 2009 | Sit ting fung wan                        |
| 2009 | Książę łez                               |
| 2009 | Hua Mulan                                |
| 2014 | Bai fa mo nu zhuan zhi ming yue tian guo |
| 2014 | Z Feng Bao                               |
| 2014 | Gui mi                                   |
| 2014 | Shi lian ji rang                         |
| 2014 | A Fantastic Ghost Wedding                |
| 2015 | Chek dou                                 |
| 2015 | San cheng ji                             |
| 2016 | House of Wolves                          |
| 2016 | Wo de te gong ye ye                      |